# جيري كوهن
جيري كوهن (بالإنجليزية: Gerry Cohen)‏ هو مخرج أمريكي، ولد في القرن العشرين.

## وصلات خارجية
- جيري كوهن على موقع IMDb (الإنجليزية)
- جيري كوهن على موقع قاعدة بيانات الفيلم (الإنجليزية)